# Голд, Бен
Бен (Бенджамин) Голд (идиш בען גאָלד‎, англ. Ben Gold; 8 сентября 1898 — 24 июля 1985) — американский еврейский писатель (идиш) и профсоюзный лидер.

## Биография
Бинью́мен Голд родился в 1898 году в Бессарабии. В 1910 году, когда Биньюмену было 12 лет, его родители — Срул Голд и Сурэ Дроль — перевезли семью через Атлантический океан и осели в Нью-Йорке. Продолжить учёбу Бенджамину больше не удалось и он начал самостоятельно работать, в конечном итоге устроившись в дубильно-меховой цех. В 1912 году четырнадцатилетний Бен Голд вступил в профсоюз меховщиков США и Канады, который вскоре превратился в профсоюз меховых работников США и Канады (IFWU). К этому времени Голд был избран помощником председателя по организации первой всеамериканской забастовки меховщиков при местном отделении трейд-юниона. Одновременно Голд окончил вечернюю школу (Manhattan Preparatory School). В 1916 году он вступил в Социалистическую партию Америки. В 1921 году Голд был избран в объединённый совет нью-йоркских меховщиков и в сентябре того же года присоединился к отколовшейся от Социалистической партии Америки группе, вместе с которой вошёл в Коммунистическую рабочую партию.
В 1924 году членство Голда в трейд-юнионе меховщиков было приостановлено из-за его активности в Коммунистической рабочей партии, в следующем году членство было восстановлено и он был назначен управляющим нью-йоркского объединённого совета. В 1926 году Бенджамин Голд возглавил крупную забастовку меховщиков Нью-Йорка. Бастующие работники, среди прочего, требовали уменьшения рабочих часов до 40 в неделю и 25-процентной надбавки к зарплате. Всеобщая забастовка 12 тысяч меховщиков города началась 15 февраля 1926 года и быстро потеряла мирный характер: уже 8 марта Голд призвал 10 тысяч бастующих рабочих к пикетированию всего мехового района Манхэттена, что привело к аресту 125 рабочих. Вместе с тем Голду удалось собрать необходимую сумму денег на продолжение забастовки и 11 июня 1926 года была достигнута договорённость с руководством меховой мануфактуры о 40-часовой рабочей неделе, отмене сверхурочных с декабря по август, 10-процентной надбавке к заработной плате и 10 оплачиваемых отпускных в год. Забастовка была остановлена в тот же день.
17 марта 1927 года Бен Голд вместе с десятью другими профсоюзными лидерами был арестован по обвинению в прорыве мехового цеха в Минеоле во время забастовки годом ранее. Вскоре к этому были добавлены и другие обвинения, в том числе в попытке подкупа полицейских. Несмотря на то, что во время процесса Голд принял участие в новой забастовке и пикетировании, 21 июля 1927 года все обвиняемые были оправданы и освобождены. Бен Голд тотчас был вовлечён в работу по созданию новой профсоюзной организации — 1 января 1929 года было официально объявлено о создании Индустриального юниона работников трикотажной промышленности, а Бен Гол был избран его секретарём. В этой должности он руководил рядом переговоров по улучшению оплаты и условий труда, а в 1934 и 1935 годах возглавил две успешные забастовки, после чего Индустриальный юнион был объединён с профсоюзом меховых работников США и Канады, а Голд вновь возглавил его объединённый совет. В этот период Голд и другие руководители профсоюза арестовывались ещё несколько раз, но вновь были оправданы. В 1930—1931 годах он прошёл курс обучения в московском Институте марксизма-ленинизма.
В 1937 году Бен Голд был избран президентом Международного профсоюза меховых работников, в 1948 году стал также президентом Еврейского рабочего комитета. В 1948 году Бен Голд был вызван на дачу показаний перед Комиссией по расследованию антиамериканской деятельности, в 1950 году остановил своё членство в Коммунистической партии США. Тем не менее на протяжении последующих семи лет дело Голда кочевало из одной судебной инстанции в другую, пока наконец в мае 1957 года не было окончательно закрыто. 3 октября 1954 года Бен Голд вышел на пенсию с поста президента Международного профсоюза меховых работников и поселился в Майами-Бич во Флориде, где и умер 24 июля 1985 года.
На протяжении всей своей жизни Бен Голд писал прозу на идише, включая рассказы, три документальных романа («Аврэймл Бройдэ», 1944, «Люди», 1948, и «Буря в Ривервилле», 1972) и публицистику. В 1984 году он также издал обширные мемуары на английском языке. В награждённом премией Тони спектакле «Я не Раппапорт» (I’m Not Rappaport) по пьесе Херба Гарднера (Herb Gardner, 1934—2003) роль Бена Голда сыграл Рон Рифкин (Ron Rifkin). Бен Голд стал также одним из персонажей романа Мередит Тэкс (Meredith Tax) «Юнион Сквер» (Union Square, 2001).

## Книги Бена Голда
- אַװרעמל ברױדע: די לעבנס-געשיכטע פֿון אַן אַרבעטער (Аврэмл Бройдэ: ди лэбмс-гешихтэ фун ан арбэтэр — Абраша Бройдэ: история жизни одного рабочего). Моргн-Фрайет: Нью-Йорк, 1944.
- מענטשן: דערצײלונגען (мэнчн: дэрцейлунген — люди: рассказы). Иллюстрации Уильяма Гроппера (1897—1977, англ.). Нудл трэйдс арбэтэр-комитет: Нью-Йорк, 1948.
- דער שטורעם אין ריװערװיל: נאָװעלע (дэр штурэм ин ривервил — буря в Ривервилле: роман). Бен Голд бух комитет: Нью-Йорк, 1972.
- The Storm in Riverville (Буря в Ривервилле, роман). Ben Gold Book Committee: Нью-Йорк, 1973.
- Memoirs (мемуары). William Howard Publishers: Нью-Йорк, 1985.
- Avreml Broyde. National Yiddish Book Center: Амхерст (Массачусетс), 2002.